# 浮田国造
浮田国造（うきたのくにのみやつこ、うきたこくぞう）は、浮田国（陸奥国東部）を支配した国造。

## 概要

### 祖先
- 『先代旧事本紀』「国造本紀」によれば、成務朝に崇神天皇の五世孫の賀我別王を国造に定めたとされる。

### 氏族
吉弥侯部氏（きみこべうじ、姓は不明）で、上毛野氏、下毛野氏、針間鴨国造などと同族。神護景雲元年（767年）7月19日には宇多郡人の外正六位上勳十等吉弥侯部石麻呂が上毛野陸奥公を賜姓されている。

## 本拠

### 支配領域
国造の支配領域は当時浮田国と呼ばれた地域、後の律令国の陸奥国宇多郡、行方郡、現在の福島県相馬市、南相馬市、相馬郡新地町、同郡飯舘村に相当する。浮田国造が設置された同時代には、北西部に伊久国造（伊具郡）、南部に染羽国造（標葉郡）が置かれた。
大化の改新後に全国的に評制が実施された際、宇多川流域が宇多評に、新田川流域が行方評になったと見る説がある。

## 氏神
宇多郡唯一の式内社で名神大社の子眉嶺神社。

### 墓
- 桜井古墳（さくらいこふん）
福島県南相馬市にある全長74メートルの前方後方墳で、4世紀後半から5世紀世紀初頭の築造とされる。立地や築造時期から浮田国造の初祖・鹿我別命の墓と見る説がある[2]。
- 真野古墳群（まのこふんぐん）
福島県南相馬市にある古墳時代後期の大規模古墳群で、2基の前方後円墳と多数の円墳で構成されている。